# Championnat du monde féminin de crosse
Le Championnat du monde féminin de crosse, appelé Coupe du monde de crosse féminine jusqu'en 2017, est l'épreuve internationale la plus prestigieuse de la crosse féminine (« Women's Lacrosse »). Créée en 1982, cette compétition est organisée par la World Lacrosse. La nation tenante du titre est les États-Unis qui est par ailleurs parvenue à disputer la finale à chacune des éditions.

## Palmarès
| Édition | Champion   | Score        | Vice-champion | Ville hôte                  |
| ------- | ---------- | ------------ | ------------- | --------------------------- |
| 1982    | États-Unis | -            | Australie     | Nottingham (Angleterre)     |
| 1986    | Australie  | -            | États-Unis    | Philadelphie (États-Unis)   |
| 1989    | États-Unis | -            | Angleterre    | Perth (Australie)           |
| 1993    | États-Unis | 4 - 1        | Angleterre    | Édimbourg (Écosse)          |
| 1997    | États-Unis | 3 - 2 (a.p.) | Australie     | Edogawa (Japon)             |
| 2001    | États-Unis | -            | Australie     | High Wycombe (Angleterre)   |
| 2005    | Australie  | 14 - 7       | États-Unis    | Annapolis (États-Unis)      |
| 2009    | États-Unis | 8 - 7        | Australie     | Prague (République tchèque) |
| 2013    | États-Unis | 19 - 5       | Canada        | Oshawa (Canada)             |
| 2017    | États-Unis | 10 - 5       | Canada        | Guildford (Angleterre)      |
| 2022    | États-Unis | 11 - 8       | Canada        | Towson (États-Unis)         |